# Richard Kurt Donin
Richard Kurt Donin (* 4. Juni 1881 in Wien; † 1. Mai 1963 ebenda) war ein österreichischer Kunsthistoriker und Jurist.

## Leben
Donin war Sohn eines Papiermühlenbesitzers aus Kautzen im Waldviertel und verwaiste früh. Er besuchte das Stiftsgymnasium Melk, wo die späteren Künstler Leopold Blauensteiner und Rudolf Junk zu seinen Klassenkameraden zählten. Danach studierte er Rechtswissenschaften, später auch Kunstgeschichte und Klassische Archäologie, und promovierte 1905 zum Dr. iur. und 1913 zum Dr. phil. Er gründete 1915 das Niederösterreichische Landesjugendamt. 1917 wurde er zum Konservator der Zentralkommission für Denkmalpflege berufen, ab 1929 war er im Unterrichtsministerium tätig. Nach 1945 lehrte er auch als Professor für Kunstgeschichte an der Staatlichen Graphische Lehr- und Versuchsanstalt in Wien. 1945 bis zu seinem Tod war er Präsident der Gesellschaft für vergleichende Kunstforschung.
In seiner kunsthistorischen Forschungsarbeit spezialisierte er sich auf die Geschichte der österreichischen Architektur. Während er sich anfangs besonders mit der Romanik befasste, beschäftigte er sich später zunehmend mit gotischer Architektur. Außerdem befasste er sich intensiv mit den Beziehungen zwischen österreichischer und italienischer Kunst.

## Sonstiges
Donins wissenschaftlicher Nachlass befindet sich in der Handschriftensammlung der Wienbibliothek. Im Jahr 1966 wurde in Wien-Donaustadt (22. Bezirk) die Doningasse nach ihm benannt. Richard Kurt Donin war ein Großneffe des Schriftstellers und Priesters Ludwig Donin (1810–1876).
Er war ab 1900 Mitglied der katholischen Studentenverbindung KÖStV Austria Wien.

## Schriften (Auswahl)
- Die Bettelordenskirchen in Österreich. Zur Entwicklungsgeschichte der österreichischen Gotik, Verlag Rohrer, Baden bei Wien 1935.
- Das Bürgerhaus der Renaissance in Niederdonau, Verlag Kühne, Wien, Leipzig 1944.
- Geschichte der bildenden Kunst in Wien. Bd 1.2. (unter Mitarbeit von Eduard Beninger u. a.), Wiener Verlag, Wien 1944–1955.
- Der Wiener Stephansdom und seine Geschichte, Verlag E. Müller, Wien 1946.
- Österreichische Baugedanken am Dom von Pienza, Verlag E. Müller, Wien Wien 1946.
- Beiträge zur Geschichte, Kultur- und Kunstgeschichte der Stadt Wien. Bd 3.4., Verlag E. Müller, Wien 1946–47.
- Forschungen zur österreichischen Kunstgeschichte. Bd 3.5., Verlag E. Müller, Wien 1946–1949.
- Stilgeschichte des Exlibris, Verlag Österreichische Exlibris-Gesellschaft, Wien 1949.
- Niederösterreich. Neubearb. v. Richard Kurt Donin unter Mitw. v. Maria Capra, Erwin Neumann, Alfred Schmeller, Verlag Schroll, Wien 1955.